# Fortuna národní liga 2017/2018
Sezóna 2017/18 byla 25. ročníkem druhé nejvyšší české fotbalové soutěže. Začala v sobotu 29. července 2017 a skončila v neděli 26. května 2018.
Nejlepším hráčem sezóny byl zvolen příbramský Jan Matoušek a nejlepším trenérem byl Roman Skuhravý z Opavy.

## Změny týmů
Z loňského ročníku první ligy do této soutěže sestoupily týmy FC Hradec Králové a 1. FK Příbram, naopak do 1. ligy postoupily SK Sigma Olomouc a FC Baník Ostrava. Do MSFL 2017/18 sestoupil tým 1. SK Prostějov. Vítěz ČFL, SK Viktorie Jirny, o postup nejevil zájem, a tak postoupil tým na 2. místě, FC Olympia Hradec Králové, ten však licenci předal do nového týmu FK Olympia Praha. Z MSFL neměl zájem o postup ani vítěz soutěže SK Uničov, ani žádné další mužstvo.

## Lokalizace
- Praha – FK Viktoria Žižkov, FK Olympia Praha
- Středočeský kraj – FC Sellier & Bellot Vlašim, 1. FK Příbram
- Jihočeský kraj – SK Dynamo České Budějovice, FC MAS Táborsko
- Karlovarský kraj – FK Baník Sokolov
- Ústecký kraj – FK Ústí nad Labem, FK Varnsdorf
- Královéhradecký kraj – FC Hradec Králové
- Pardubický kraj – FK Pardubice
- Jihomoravský kraj - 1. SC Znojmo FK
- Moravskoslezský kraj – MFK Frýdek-Místek, FK Fotbal Třinec, SFC Opava, MFK Vítkovice

## Kluby, stadiony a umístění
Poznámka: Tabulka uvádí kluby v abecedním pořadí.
Legenda:
|  | Změny oproti předchozímu ročníku. |
|  | Krajská města.                    |

| Klub                       | Stadion                               | Kapacita | Město/ obec      | Region               |
| -------------------------- | ------------------------------------- | -------- | ---------------- | -------------------- |
| 1. FK Příbram              | Na Litavce                            | 9 100    | Příbram          | Středočeský kraj     |
| 1. SC Znojmo FK            | Stadion v Husových sadech             | 2 599    | Znojmo           | Jihomoravský kraj    |
| FC Hradec Králové          | Malšovický stadion                    | 7 220    | Hradec Králové   | Královéhradecký kraj |
| FC MAS Táborsko            | Stadion v Kvapilově ulici             | 1 350    | Tábor            | Jihočeský kraj       |
| FC Sellier & Bellot Vlašim | Stadion v Kollárově ulici             | 1 200    | Vlašim           | Středočeský kraj     |
| FK Baník Sokolov           | Stadion FK Baník Sokolov              | 5 000    | Sokolov          | Karlovarský kraj     |
| FK Fotbal Třinec           | Stadion Rudolfa Labaje                | 2 200    | Třinec           | Moravskoslezský kraj |
| FK Olympia Praha           | Stadion Evžena Rošického              | 19 032   | Praha            | Praha                |
| FK Pardubice               | Stadion Pod Vinicí                    | 3 000    | Pardubice        | Pardubický kraj      |
| FK Ústí nad Labem          | Městský stadion                       | 4 000    | Ústí nad Labem   | Ústecký kraj         |
| FK Varnsdorf               | Městský stadion v Kotlině             | 5 000    | Varnsdorf        | Ústecký kraj         |
| FK Viktoria Žižkov         | Stadion FK Viktoria Žižkov            | 5 600    | Praha            | Praha                |
| MFK Frýdek-Místek          | Stadion Stovky                        | 12 400   | Frýdek-Místek    | Moravskoslezský kraj |
| MFK Vítkovice              | Městský stadion v Ostravě-Vítkovicích | 15 000   | Ostrava          | Moravskoslezský kraj |
| SFC Opava                  | Městský stadion Opava                 | 7 758    | Opava            | Moravskoslezský kraj |
| SK Dynamo České Budějovice | Fotbalový stadion Střelecký ostrov    | 6 749    | České Budějovice | Jihočeský kraj       |

## Konečná tabulka
| Poř. | Tým                        | Z  | V  | R  | P  | VG | OG | B  |
| ---- | -------------------------- | -- | -- | -- | -- | -- | -- | -- |
| 1.   | SFC Opava                  | 30 | 18 | 9  | 3  | 76 | 33 | 63 |
| 2.   | 1. FK Příbram (S)          | 30 | 18 | 4  | 8  | 56 | 32 | 58 |
| 3.   | FK Pardubice               | 30 | 16 | 3  | 11 | 44 | 30 | 51 |
| 4.   | FC Hradec Králové (S)      | 30 | 14 | 8  | 8  | 50 | 36 | 50 |
| 5.   | FK Fotbal Třinec           | 30 | 12 | 11 | 7  | 42 | 30 | 47 |
| 6.   | SK Dynamo České Budějovice | 30 | 11 | 11 | 8  | 44 | 33 | 44 |
| 7.   | FK Baník Sokolov           | 30 | 12 | 5  | 13 | 34 | 39 | 41 |
| 8.   | FC Sellier & Bellot Vlašim | 30 | 11 | 5  | 14 | 42 | 49 | 38 |
| 9.   | 1. SC Znojmo               | 30 | 10 | 7  | 13 | 36 | 49 | 37 |
| 10.  | FK Ústí nad Labem          | 30 | 10 | 6  | 14 | 37 | 47 | 36 |
| 11.  | FK Varnsdorf               | 30 | 8  | 11 | 11 | 40 | 46 | 35 |
| 12.  | FK Viktoria Žižkov         | 30 | 10 | 5  | 15 | 42 | 52 | 35 |
| 13.  | FK Olympia Praha (N)       | 30 | 8  | 10 | 12 | 33 | 45 | 34 |
| 14.  | FC MAS Táborsko            | 30 | 8  | 9  | 13 | 36 | 46 | 33 |
| 15.  | MFK Vítkovice              | 30 | 7  | 9  | 14 | 35 | 52 | 30 |
| 16.  | MFK Frýdek-Místek          | 30 | 6  | 9  | 15 | 26 | 54 | 27 |

Olympia Praha se po sezoně slučuje s SC Radotín a nuceně sestupuje do ČFL. Vzhledem k odmítnutí klubů na 2.-4. pozici v ČFL či MSFL se nakonec zachránily Vítkovice kvůli naplnění počtu 16 účastníků.
Poznámky:
- Z = Odehrané zápasy; V = Vítězství; R = Remízy; P = Prohry; VG = Vstřelené góly; OG = Obdržené góly; B = Body
- S = nováček (minulou sezónu hrál vyšší soutěž a sestoupil); N = nováček (minulou sezónu hrál nižší soutěž a postoupil)

|  | Postup do Fortuna:Ligy 2018/19          |
|  | Sestup do ČFL 2018/19 nebo MSFL 2018/19 |

### Výsledky
|                            | HKR | PRI | ZNO | SOK | TAB | PCE | UNL | VLA | VDF | FRM | OPA | CEB | TRI | ZIZ | OLY | VIT |
| -------------------------- | --- | --- | --- | --- | --- | --- | --- | --- | --- | --- | --- | --- | --- | --- | --- | --- |
| FC Hradec Králové          | XXX | 0:2 | 1:1 | 0:1 | 1:1 | 2:1 | 1:3 | 2:1 | 2:0 | 4:0 | 1:4 | 2:1 | 5:1 | 4:1 | 4:1 | 2:0 |
| 1. FK Příbram              | 2:0 | XXX | 0:0 | 1:0 | 3:1 | 3:1 | 4:0 | 2:3 | 3:1 | 2:1 | 3:1 | 1:0 | 2:1 | 4:2 | 1:3 | 2:1 |
| 1. SC Znojmo FK            | 1:3 | 2:0 | XXX | 0:1 | 2:1 | 1:3 | 3:0 | 3:2 | 0:2 | 2:1 | 2:1 | 1:1 | 0:2 | 2:2 | 2:1 | 0:0 |
| FK Baník Sokolov           | 1:2 | 1:0 | 2:3 | XXX | 3:3 | 0:0 | 3:0 | 2:0 | 2:0 | 2:0 | 0:3 | 0:1 | 1:0 | 1:2 | 1:3 | 1:0 |
| FC MAS Táborsko            | 0:2 | 0:2 | 0:1 | 5:1 | XXX | 0:3 | 2:1 | 1:0 | 1:2 | 3:0 | 0:3 | 0:0 | 1:0 | 2:0 | 2:2 | 1:0 |
| FK Pardubice               | 0:1 | 1:2 | 0:1 | 2:1 | 3:0 | XXX | 3:1 | 2:0 | 3:2 | 1:0 | 0:1 | 4:3 | 1:0 | 3:1 | 2:0 | 4:1 |
| FK Ústí nad Labem          | 1:1 | 1:0 | 4:0 | 2:1 | 3:3 | 0:0 | XXX | 2:1 | 1:1 | 0:1 | 2:5 | 2:0 | 0:3 | 0:3 | 2:0 | 4:0 |
| FC Sellier & Bellot Vlašim | 1:4 | 0:4 | 2:1 | 2:1 | 2:2 | 3:1 | 2:1 | XXX | 4:1 | 4:0 | 2:2 | 0:2 | 2:3 | 1:2 | 0:1 | 3:1 |
| FK Varnsdorf               | 1:1 | 2:5 | 3:0 | 0:1 | 1:1 | 4:2 | 1:0 | 0:0 | XXX | 1:0 | 1:2 | 2:3 | 0:1 | 3:2 | 2:1 | 0:0 |
| MFK Frýdek-Místek          | 0:0 | 2:1 | 2:2 | 0:0 | 1:0 | 0:2 | 1:2 | 1:1 | 1:1 | XXX | 1:1 | 1:2 | 1:0 | 0:2 | 1:2 | 2:2 |
| SFC Opava                  | 3:2 | 1:1 | 3:0 | 0:0 | 2:1 | 1:0 | 2:0 | 3:1 | 3:3 | 7:0 | XXX | 1:1 | 1:1 | 3:0 | 5:1 | 6:2 |
| SK Dynamo České Budějovice | 4:1 | 1:2 | 3:2 | 4:1 | 1:1 | 0:0 | 2:0 | 0:2 | 2:2 | 1:1 | 2:1 | XXX | 0:0 | 1:1 | 0:1 | 6:0 |
| FK Fotbal Třinec           | 0:0 | 2:1 | 2:1 | 1:1 | 5:1 | 1:0 | 1:1 | 0:1 | 2:2 | 2:2 | 3:3 | 1:1 | XXX | 1:0 | 2:0 | 0:0 |
| FK Viktoria Žižkov         | 2:0 | 1:1 | 2:1 | 1:2 | 0:2 | 0:1 | 2:1 | 0:1 | 0:0 | 1:2 | 1:5 | 1:2 | 0:4 | XXX | 1:0 | 5:0 |
| FK Olympia Praha           | 1:1 | 2:2 | 4:1 | 0:1 | 1:0 | 1:0 | 1:3 | 1:1 | 2:2 | 1:4 | 1:1 | 0:0 | 0:0 | 2:2 | XXX | 0:2 |
| MFK Vítkovice              | 1:1 | 1:0 | 1:1 | 4:2 | 1:1 | 0:1 | 0:0 | 4:0 | 1:0 | 5:0 | 1:2 | 2:0 | 2:3 | 3:5 | 0:0 | XXX |

### Pořadí po jednotlivých kolech
Při shodném počtu bodů a skóre mohou být kluby umístěny na stejném místě v průběhu soutěže (zejména zpočátku), v závěru platí v případě rovnosti bodů a skóre dodatečná kritéria, která rozhodují o konečném pořadí.
| Klub       | 1  | 2  | 3  | 4  | 5  | 6  | 7  | 8  | 9  | 10 | 11 | 12 | 13 | 14 | 15 | 16 | 17 | 18 | 19 | 20 | 21 | 22 | 23 | 24 | 25 | 26 | 27 | 28 | 29 | 30 |
| ---------- | -- | -- | -- | -- | -- | -- | -- | -- | -- | -- | -- | -- | -- | -- | -- | -- | -- | -- | -- | -- | -- | -- | -- | -- | -- | -- | -- | -- | -- | -- |
| Opava      | 4  | 2  | 1  | 4  | 1  | 3  | 1  | 1  | 1  | 1  | 1  | 3  | 3  | 3  | 2  | 1  | 1  | 1  | 1  | 1  | 1  | 1  | 1  | 1  | 1  | 1  | 1  | 1  | 1  | 1  |
| Příbram    | 10 | 11 | 15 | 10 | 7  | 8  | 6  | 9  | 8  | 5  | 7  | 5  | 6  | 5  | 4  | 3  | 2  | 2  | 2  | 2  | 2  | 2  | 2  | 2  | 2  | 2  | 2  | 2  | 2  | 2  |
| Pardubice  | 15 | 7  | 11 | 7  | 5  | 2  | 5  | 8  | 6  | 4  | 3  | 4  | 4  | 4  | 5  | 5  | 5  | 5  | 4  | 3  | 5  | 4  | 3  | 3  | 4  | 4  | 5  | 3  | 3  | 3  |
| Hradec     | 4  | 3  | 2  | 5  | 3  | 4  | 3  | 3  | 7  | 9  | 8  | 8  | 8  | 6  | 7  | 10 | 7  | 6  | 7  | 5  | 3  | 3  | 4  | 4  | 3  | 3  | 3  | 4  | 4  | 4  |
| Třinec     | 2  | 1  | 4  | 3  | 6  | 5  | 4  | 4  | 3  | 3  | 4  | 2  | 2  | 1  | 1  | 2  | 3  | 3  | 3  | 4  | 4  | 5  | 5  | 5  | 5  | 5  | 4  | 5  | 5  | 5  |
| Budějovice | 4  | 4  | 3  | 1  | 2  | 1  | 2  | 2  | 2  | 2  | 2  | 1  | 1  | 2  | 3  | 4  | 4  | 4  | 6  | 6  | 6  | 6  | 6  | 6  | 6  | 6  | 6  | 6  | 6  | 6  |
| Sokolov    | 14 | 16 | 14 | 14 | 11 | 13 | 13 | 12 | 12 | 10 | 12 | 12 | 10 | 10 | 8  | 7  | 8  | 10 | 11 | 10 | 7  | 9  | 10 | 8  | 7  | 7  | 8  | 8  | 8  | 7  |
| Vlašim     | 1  | 8  | 5  | 2  | 4  | 6  | 9  | 6  | 9  | 8  | 9  | 9  | 9  | 11 | 9  | 8  | 9  | 8  | 8  | 9  | 10 | 11 | 8  | 9  | 9  | 10 | 7  | 7  | 7  | 8  |
| Znojmo     | 10 | 14 | 12 | 9  | 13 | 9  | 7  | 5  | 4  | 7  | 6  | 7  | 5  | 7  | 6  | 6  | 6  | 7  | 5  | 7  | 8  | 7  | 7  | 7  | 8  | 8  | 9  | 9  | 12 | 9  |
| Ústí n.L   | 10 | 6  | 8  | 12 | 8  | 11 | 12 | 13 | 13 | 13 | 13 | 15 | 15 | 15 | 15 | 15 | 16 | 16 | 16 | 15 | 15 | 16 | 16 | 16 | 16 | 16 | 14 | 14 | 14 | 10 |
| Varnsdorf  | 15 | 13 | 16 | 16 | 16 | 16 | 16 | 15 | 15 | 15 | 16 | 14 | 14 | 14 | 13 | 12 | 12 | 13 | 13 | 13 | 13 | 13 | 12 | 12 | 12 | 13 | 12 | 10 | 10 | 11 |
| Žižkov     | 4  | 10 | 10 | 6  | 9  | 10 | 8  | 10 | 10 | 11 | 10 | 10 | 11 | 12 | 12 | 13 | 13 | 11 | 10 | 11 | 11 | 10 | 11 | 11 | 10 | 9  | 10 | 12 | 9  | 12 |
| Olympia    | 2  | 5  | 6  | 8  | 10 | 7  | 10 | 7  | 5  | 6  | 5  | 6  | 7  | 8  | 10 | 9  | 10 | 9  | 9  | 8  | 9  | 8  | 9  | 10 | 11 | 11 | 11 | 13 | 11 | 13 |
| Táborsko   | 4  | 9  | 9  | 13 | 14 | 12 | 11 | 11 | 11 | 12 | 11 | 11 | 12 | 9  | 11 | 11 | 11 | 12 | 12 | 12 | 12 | 12 | 13 | 13 | 13 | 12 | 13 | 11 | 13 | 14 |
| Vítkovice  | 10 | 15 | 13 | 15 | 15 | 15 | 15 | 16 | 16 | 16 | 15 | 13 | 13 | 13 | 14 | 14 | 14 | 14 | 14 | 14 | 16 | 14 | 15 | 15 | 15 | 15 | 16 | 16 | 15 | 15 |
| Fr.-Místek | 4  | 11 | 7  | 11 | 12 | 14 | 14 | 14 | 14 | 14 | 14 | 16 | 16 | 16 | 16 | 16 | 15 | 15 | 15 | 16 | 14 | 15 | 14 | 14 | 14 | 14 | 15 | 15 | 16 | 16 |

## Soupisky mužstev

### SFC Opava
Vilém Fendrich (13/0/2),
Vojtěch Šrom (17/0/7) –
Tomáš Čelůstka (3/0),
Matěj Helebrand (13/0),
Matěj Hrabina (18/2),
Jakub Janetzký (9/1),
Václav Jurečka (29/6),
Tomáš Jursa (28/1),
Joel Ngandu Kayamba (28/10),
Ondřej Kotlík (1/0),
Nemanja Kuzmanović (30/18),
Václav Mozol (5/0), 
Zdeněk Pospěch (5/0),
David Puškáč (27/12),
Marko Radić (7/0),
Adam Rychlý (1/0),
Jan Schaffartzik (29/2),
Dominik Simerský (24/4),
Tomáš Smola (28/11),
Michal Stříž (21/2),
Jaroslav Svozil (13/0),
Petr Zapalač (24/0),
Pavel Zavadil (19/0),
Jan Žídek (22/3) –
trenér Roman Skuhravý (1.–30. kolo), asistent Josef Dvorník (1.–30. kolo)

### FK Fotbal Třinec
Jiří Adamuška (4/0/2),
Lukáš Paleček (26/0/9) –
Imrich Bedecs (27/4),
Lukáš Buchvaldek (14/1),
Josef Celba (1/0),
Lukáš Cienciala (2/0),
Marek Čelůstka (30/1),
René Dedič (23/4),
Petr Hošek (9/0),
Tomáš Hykel (4/0),
Pavol Ilko (28/1),
Matej Ižvolt (20/2),
Jiří Janoščin (29/1),
Martin Janošík (20/1),
Petr Joukl (18/0),
Václav Juřena (28/10),
Tomáš Masař (14/0),
Martin Motyčka (1/0),
Mikk Reintam (29/3),
Martin Samiec (7/0),
Šimon Šumbera (28/9),
Richard Vaněk (30/0),
Michal Velner (8/1) –
trenér Jiří Neček (1.–30. kolo), asistenti Benjamin Vomáčka, Tomáš Jakus a Svatopluk Schäfer (1.–30. kolo)

### 1. SC Znojmo
Jiří Koukal (3/0/0),
Vlastimil Veselý (27/0/6) –
Jan Ambrozek (14/1),
Muamer Avdić (11/0),
Tomáš Cihlář (18/0),
Oleksij Čereda (20/0),
Ivan Dujmović (9/0),
David Helísek (29/1),
Jan Hladík (16/3),
Jan Javůrek (29/9),
Matúš Lacko (27/3),
Ondřej Machuča (22/0),
František Malár (20/0),
Arťom Mešaninov (8/0),
Radek Mezlík (12/0),
Milan Moravec (1/0),
Stijepo Njire (8/1),
Michal Pecháček (8/1),
Tomáš Pospíšil (13/1),
Antonín Růsek (14/5),
Jaroslav Svozil (15/1),
Rostislav Šamánek (25/5),
David Štrombach (17/4),
Vojtěch Švarc (1/0),
Jakub Teplý (28/3),
Dominik Urbančok (5/0),
Václav Vašíček (13/1) –
trenéři Jiří Balcárek (1.–16. kolo) a Leoš Kalvoda (17.–30. kolo), asistenti Miroslav Paul (1.–16. kolo) a Darko Šuškavčević (17.–30. kolo)

### MFK Vítkovice
František Chmiel (4/0/2),
Josef Květon (25/0/9),
Vít Nemrava (1/0/0) –
Martin Bzirský (7/1),
Ondřej Cverna (21/0),
Soufiane Dramé (22/0),
Matěj Fiala (5/0),
Martin Honiš (6/0),
Adam Hruzík (1/0),
Matěj Hýbl (17/0),
Jan Kotouč (4/0),
Jakub Kučera (23/2),
Jan Malík (8/0),
Jan Matěj (15/0),
David Mikula (26/0),
Vladimír Mišinský (25/5),
Martin Motyčka (20/2),
Tomáš Mrázek (27/4),
Tomáš Okleštěk (9/1),
Dan Ožvolda (27/0),
David Pašek (14/3),
Patrik Pavelka (4/0),
Jakub Prajza (21/0),
Marek Szotkowski (13/0),
Pavel Tkáč (4/0),
Filip Twardzik (26/6),
Dominik Urbančok (19/2),
Tomáš Vasiljev (11/3),
Libor Žondra (10/5) –
trenéři Roman West (1.–6. kolo), Lubomír Adler (7.–10. kolo) a Ludevít Grmela (11.–30. kolo), asistenti Lubomír Adler (1.–5. kolo), Roman Vojvodík (7.–30. kolo)

### MFK Frýdek-Místek
Antonín Buček (22/0/5),
Matej Mihálek (8/0/0) –
Roman Bala (4/0),
Bruno Bilić (5/0),
Matěj Biolek (24/2),
Mahamadou Dramé (7/0),
Sheka Sorie Fofanah (2/0),
Michal Fukala (13/0),
David Gáč (11/0),
Radim Grussmann (13/1),
Jan Hruška (11/1),
Ondřej Chvěja (22/1),
Petar Jovović (1/0),
Marián Kovařík (15/1),
Patrik Krčula (23/0),
Petr Literák (26/1),
Martin Macej (4/0),
Václav Mozol (13/3),
Michal Mravec (6/0),
Adam Ondráček (16/0),
Łukasz Marcin Pielorz (16/0),
Jakub Přichystal (10/0),
Michal Slaninka (24/1),
Nemanja Spasojević (4/0),
Jan Šohaj (4/0),
Nicolas Šumský (19/1),
Michal Švrček (27/2),
Ismar Tandir (9/5),
Adam Varadi (26/5),
Bohdan Velička (8/0),
Ľubomír Willwéber (27/2) –
trenéři Ladislav Krabec (1.–8. kolo), Josef Petřík st. (9.–16. kolo) a Martin Pulpit (17.–30. kolo), asistenti Peter Venglarčík (1.–7. kolo), Marek Čech (8. kolo), Josef Petřík ml. (9.–16. kolo) a Jan Žižka (17.–30. kolo)